# Adetus striatopunctatus
Adetus striatopunctatus es una especie de escarabajo del género Adetus, familia Cerambycidae. Fue descrita científicamente por Breuning en 1940.
Habita en Uruguay. Los machos y las hembras miden aproximadamente 6 mm.